# Bandeira do MPLA
A bandeira do MPLA possui, sobre um fundo vermelho e preto, uma estrela amarela ao centro .
Foi criada em 1959 por António Alberto Neto. Foi adoptada pelo partido em 1960. Serviu de base para a bandeira de Angola e para a bandeira da República do Vietname do Sul.